# جيوفاني أورفي
جيوفاني أورفي (بالإيطالية: Giovanni Orfei)‏ (31 يناير 1976 بتيفولي في إيطاليا - ) هو لاعب كرة قدم إيطالي في مركز الدفاع. لعب مع نادي أسكولي ونادي باليرمو ونادي تورينو ونادي ريجيانا 1919 ونادي ساليرنيتانا ونادي فينيزيا ونادي كاتانيا ونادي لاتسيو ونادي مودينا وهيلاس فيرونا وAC Sambonifacese ‏ وAS Lodigiani ‏ وAtletico Roma FC ‏.